# Стармер, Уильям Томас
Уильям Томас Стармер (англ. William Thomas Starmer, род. 1944) — почётный профессор биологии Колледжа искусств и наук Сиракузского университета в Сиракьюс, штат Нью-Йорк, США. Стармер известен своими работами в области популяционной генетики, в частности экологической генетики взаимодействия кактусов, дрожжей и плодовых мух (дрозофилы). В его честь названы виды дрозофилы и дрожжей.

## Образование
Стармер получил степень бакалавра наук (1964, 1967) и доктора философии в Университете Аризоны, где он работал под руководством Алана Б. Хамфри. Его докторская диссертация 1972 года называлась «Количественное действие генов у видов тыквенных» (англ. Quantitative Gene Action in Cucurbita Species). В 1965 году он недолгое время посещал Гёте-Институт.

## Карьера
Стармер начал работать в Сиракузском университете в 1977 году. До этого назначения он работал микробиологом-исследователем в Калифорнийском университете, профессором-исследователем в Университете Аризоны и научным сотрудником Аргоннской национальной лаборатории. Опубликовал более 200 научных статей.

## Почести
В 2011 году Стармер был избран научным сотрудником Американской ассоциации содействия развитию науки.
В 1997 году ботаники Юдзо Ямада, Тэцуо Хигаси, Сусуму Андо и Кодзабуро Миката назвали род грибов семейства Phaffomycetaceae — Starmera, в честь профессора. Затем в 1998 году C.A.Rosa & Lachance дали название Starmerella роду грибов порядка Saccharomycetales.